# Daniel Matsuzaka
Daniel Matsuzaka (松坂 暖 Matsuzaka Dan?, 13 de agosto de 1997) es un futbolista japonés que juega como defensa en el Hendon F. C. de la Southern Football League.

## Trayectoria

### Clubes
| Club                       | País       | Año       |
| -------------------------- | ---------- | --------- |
| Southend United F. C.      | Inglaterra | 2014-2018 |
| Harlow Town F. C. (cedido) | Inglaterra | 2014-2015 |
| Kataller Toyama            | Japón      | 2018      |
| Braintree Town F. C.       | Inglaterra | 2019      |
| Sutton United F. C.        | Inglaterra | 2019      |
| Braintree Town F. C.       | Inglaterra | 2019-2020 |
| Oxford City F. C.          | Inglaterra | 2020-2022 |
| Weymouth F. C.             | Inglaterra | 2022-2023 |
| Hendon F. C. (cedido)      | Inglaterra | 2023      |
| Hendon F. C.               | Inglaterra | 2023-     |